# Uprostřed nicoty
Uprostřed nicoty (orig. Middle of Nowhere) je americký komediálně-dramatický film z roku 2008 režiséra Johna Stockwella v hlavní roli se Susan Sarandon a Evou Amurri.

## Děj
Film sleduje příběh teenagerky Grace, jejíž nezodpovědná matka Rhonda utratí všechny peníze z Gracina univerzitního fondu, aby zařídila své mladší dceři kariéru modelky.

## Obsazení
| Eva Amurri     | Grace           |
| Susan Sarandon | Rhonda Berryová |
| Anton Yelchin  | Dorian Spitz    |
| Justin Chatwin | Ben Pretzler    |
| Willa Holland  | Taylor          |
| Kenny Bordes   | Ryan            |
| Kyle Clements  | Ted             |